# Венсеслау-Гимарайнс
Венсеслау-Гимарайнс (порт. Wenceslau Guimarães) — муниципалитет в Бразилии, входит в штат Баия. Составная часть мезорегиона Юг штата Баия. Входит в экономико-статистический микрорегион Ильеус-Итабуна. Население составляет 29 251 человек на 2006 год. Занимает площадь 661,792 км². Плотность населения — 44,2 чел./км².

## Статистика
- Валовой внутренний продукт на 2003 год составляет 89 901 362,00 реалов (данные: Бразильский институт географии и статистики).
- Валовой внутренний продукт на душу населения на 2003 год составляет 3353,90 реалов (данные: Бразильский институт географии и статистики).
- Индекс развития человеческого потенциала на 2000 год составляет 0,575 (данные: Программа развития ООН).